# 松村亜矢子
松村 亜矢子（まつむら あやこ、1982年1月8日 - ）は、愛知県春日井市出身のアーティスティックスイミング（シンクロナイズドスイミング）選手。2008年北京オリンピックに日本代表として出場し、2008年に現役を引退した。

## 略歴
- 1987年 名鉄スイミングクラブで水泳を始める[1]。
- 1997年4月 春日丘高校入学[2]。
- 2000年4月 中京大学経営学部に入学[3]。
- 2004年3月  中京大学経営学部卒業[4]。
- 2004年4月 系列校である中京大中京高校の事務センターに勤める。その傍らでシンクロナイズドスイミングを続ける[5][6]。
- 2008年 北京オリンピックに出場[7]。この年をもって現役を退く。
- 2009年 母校の中京大学で職員として勤務する（その後5年間勤務をした）[8]。
- 2015年3月  早稲田大学大学院スポーツ科学研究科（修士課程）修了[9]。
- 2015年4月 出身高校の系列校である中部大学に教員として着任する[10]。
- 2019年3月  慶應義塾大学大学院メディアデザイン研究科博士後期課程修了[11]。

中部大学生命健康科学部講師を経て、2021年現在は同大学准教授。

## 主な競技歴
- 2005年  世界水泳　チーム銀メダル、フリールーティンコンビネーション銀メダル
- 2006年  FINAシンクロワールドカップ　チーム銀メダル、フリーコンビネーション銀メダル
- 2006年  ワールドトロフィー　デュエット第3位、チーム第3位
- 2006年  アジア大会　チーム銀メダル
- 2007年  世界水泳　チームテクニカルルーティン銀メダル、デュエットフリールーティン銅メダル
- 2008年  北京オリンピック　チーム5位入賞

## 主な表彰歴
- 2006年 文部科学省　国際競技大会優秀者表彰
- 2007年 愛知県スポーツ顕彰　スポーツ功労賞[13]
- 春日井市長表彰
- 日本水泳連盟表彰　優秀選手